# Falagountou (Burkina Faso)
Falagountou est une commune rurale et le chef-lieu du département de Falagountou dans la province du Séno de la région Sahel au Burkina Faso.